# Milieu urée tryptophane
 (avril 2025).
Le milieu Urée-tryptophane, improprement appelé urée-indole est un milieu de culture synthétique utilisé en bactériologie permettant la mise en évidence simultanée :
- De la production d'indole (par l'hydrolyse du tryptophane par la tryptophanase) ;
- De l'hydrolyse de l'urée (par une uréase) ;
- La désamination du tryptophane par la tryptophane désaminase.

## Composition
```
- L-
tryptophane
 ...............................  3 g
- 
Urée
 ........................................ 20 g
- Hydrogénophosphate de potassium .............  1 g
- Dihydrogénophosphate de potassium ...........  1 g
- 
Chlorure de sodium
 ..........................  5 g
- 
Éthanol
 à 95 % .............................. 10 mL
- 
Rouge de phénol
 ............................. 25 mg
- 
Eau
 distillée (qsp) .........................  1 L
```

## Préparation

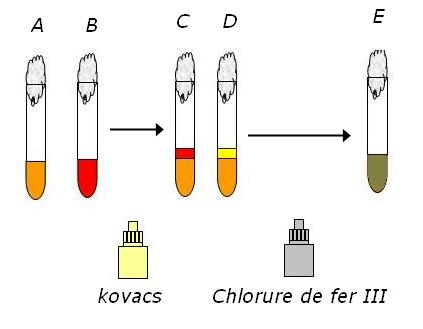
resultats possibles

À stériliser par filtration (utiliser de l'eau stérile pour limiter la contamination initiale).

## Lecture
- A uréase -
- B uréase +
- C indole +
- D indole -
- E TDA +
- milieu rouge (basique) : uréase +
- milieu orange ou jaune : uréase -
- après addition de réactif de Kovacs : anneau rouge (indole +), anneau jaune (indole -)
- après addition de chlorure de fer III : marron (TDA +), jaune (TDA -)

La lecture se fait dans l'ordre Uréase puis TDA et Indole. En effet les réactifs sont acides et empêcheraient la lecture de l'urées si utilisés avant.

## Hydrolyse de l'urée
Elle est catalysée par l'uréase, il y a production de dioxyde de carbone et d'ammoniac. Ce dernier alcalinise le milieu. Cette alcalinisation du milieu est mise en évidence par le virage du rouge de phénol au rose.
{\displaystyle H_{2}N-CO-NH_{2}+H_{2}O\longrightarrow {\vec {CO_{2}}}+{\vec {2}}{NH_{3}}}

## Production d'indole
La réaction d'hydrolyse du tryptophane, catalysée par la tryptophanase, produit de l'indole, de l'acide pyruvique et de l'ammoniac selon l'équation suivante :
L'indole produit est mis en évidence par le réactif de Kovacs ou le réactif de James. Le diméthylamino-4-benzaldéhyde du réactif de Kovacs réagit avec l'indole avec formation d'un composé rouge.

## Désamination du tryptophane
Consulter l'article à propos de la tryptophane désaminase.
L'acide indole-pyruvique est mis en évidence par sa complexation en un composé marron foncé en présence d'ions fer III (ferriques, {\displaystyle Fe^{3+}}).